# Tudivasum
Tudivasum (com algumas espécies colocadas em Tudicla ou Tudicula, nos séculos XIX e XX) é um gênero de moluscos gastrópodes marinhos predadores pertencente à família Turbinellidae (outrora entre os Vasidae). Foi classificado por Rosenberg & Petit, em 1987, em texto publicado no Proceedings of the Academy of Natural Sciences of Philadelphia, propondo nova nomeação para Tudicla armigera, descrita por Arthur Adams no ano de 1856; sendo esta a espécie-tipo do gênero, agora denominada Tudivasum armigerum. Sua distribuição geográfica abrange principalmente os oceanos tropicais do Indo-Pacífico; da Austrália até a costa de Zanzibar, na África Oriental (Tudivasum zanzibaricum).

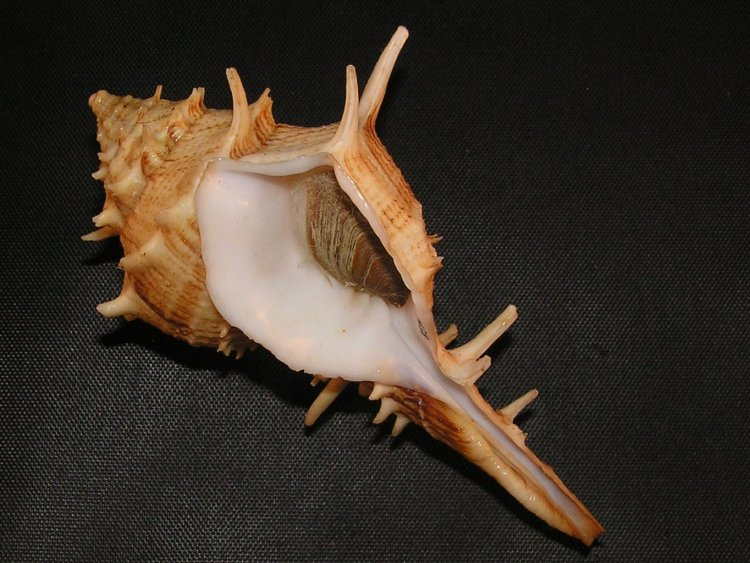
Vista inferior-lateral da concha de T. armigerum, com o opérculo. Espécime coletado em Townsville, no estado de Queensland, Austrália.

## Espécies deTudivasum
- Tudivasum armigerum (A. Adams, 1856)
- Tudivasum inerme (Angas, 1878)
- Tudivasum kurtzi (Macpherson, 1964)
- Tudivasum rasilistoma (Abbott, 1959)
- Tudivasum spinosum (H. Adams & A. Adams, 1864)
- Tudivasum zanzibaricum (Abbott, 1958)[1]